# Thamnomanes
Genre
Thamnomanes est un genre de passereaux de la famille des Thamnophilidés, originaire du néotropique.

## Liste des espèces
Selon la classification de référence du Congrès ornithologique international (version 6.4, 2016) :
- Thamnomanes ardesiacus — Batara ardoisé, Fourmilier sombre (Sclater, PL & Salvin, 1868)
  - Thamnomanes ardesiacus ardesiacus (Sclater, PL & Salvin, 1868)
  - Thamnomanes ardesiacus obidensis (Snethlage, E, 1914)
- Thamnomanes saturninus — Batara saturnin, Fourmilier saturnin (Pelzeln, 1868)
  - Thamnomanes saturninus huallagae (Cory, 1916)
  - Thamnomanes saturninus saturninus (Pelzeln, 1868)
- Thamnomanes caesius — Batara cendré, Fourmilier cendré (Temminck, 1820)
  - Thamnomanes caesius glaucus (Cabanis, 1847)
  - Thamnomanes caesius persimilis (Hellmayr, 1907)
  - Thamnomanes caesius simillimus (Gyldenstolpe, 1951)
  - Thamnomanes caesius hoffmannsi (Hellmayr, 1906)
  - Thamnomanes caesius caesius (Temminck, 1820)
- Thamnomanes schistogynus — Batara bleu-gris, Fourmilier ardoisé (Hellmayr, 1911)
  - Thamnomanes schistogynus intermedius (Carriker, 1935)
  - Thamnomanes schistogynus schistogynus (Hellmayr, 1911)